# Recours gracieux et hiérarchique en droit administratif français
En droit administratif français, le recours gracieux et le recours hiérarchique sont des recours administratifs que peuvent exercer les administrés contre une décision prise par une autorité administrative. Il s'agit en fait d'une demande de réexamen du dossier par l'administration qui se distingue donc du recours contentieux qui est formé devant le juge administratif.
- Le recours gracieux s'adresse à l'autorité administrative qui a pris la décision ;
- Le recours hiérarchique s'adresse à l'autorité supérieure à celle qui a pris la décision.

Il est possible de former un recours gracieux puis un recours hiérarchique, ou bien uniquement un recours hiérarchique ou un recours gracieux avant d'ester en justice.

## Modalité du recours
- Contenu : il peut s'agir d'un simple courrier (adressé en recommandé avec accusé de réception) qui doit contenir des arguments factuels et juridiques, accompagné de la décision contestée et de pièces justificatives.

- Délai : le recours doit être exercé, sauf à de rares exceptions, dans les 2 mois suivant la notification de la décision contestée. En matière d'exception, on peut évoquer les situations des tribunaux administratifs ayant leur siège en France métropolitaine ou devant le Conseil d'Etat pour les personnes qui demeurent dans les DOM et COM. En ce cas, un mois supplémentaire est prévu. Les personnes demeurant à l'étranger bénéficient de deux mois supplémentaires.
- Exception : le rejet tacite d’une demande préalable d’indemnisation né du silence de l’administration pendant 2 mois ne fait pas courir le délai de recours contentieux de deux mois contre la décision. Dans ce cas, seul le délai de la prescription quadriennale peut donc être opposé par l'administration. (Arrêt)

## Recours facultatif et recours obligatoire
De tels recours précèdent généralement un recours contentieux, mais en l'absence de texte précis, il n'existe aucune obligation de faire précéder le recours contentieux d'un recours gracieux.
Certains domaines sont cependant soumis au principe du recours administratif préalable obligatoire (RAPO). C'est notamment le cas : 
- en matière d'impôts ;
- en matière de situation individuelle des militaires soumis au statut général des militaires français;
- la contestation des FPS (Forfaits de Post-Stationnement), avant recours auprès du tribunal du Contentieux du Stationnement

Un rapport du Conseil d'État, en 2008, préconisait d'étendre ces cas afin de diminuer le recours à la voie contentieuse dans certains types de litiges. Depuis 2018, le RAPO  a été étendu à certaines catégories de fonctionnaires qui contestent une décision ayant un impact sur leur carrière. 

## Effets du recours

### Interruption du délai pour saisir le juge
En principe, le juge administratif doit être saisi dans les 2 mois suivant la décision prise par une administration. Cependant, si un recours administratif est exercé, l'administré dispose d'un délai supplémentaire de 2 mois pour saisir le juge.
En vertu d'une décision du Conseil d'État du 7 octobre 2009, M. Ouahrirou, « lorsque, dans le délai initial du recours contentieux ouvert à l'encontre d'une décision administrative, sont exercés contre cette décision un recours gracieux et un recours hiérarchique, le délai du recours contentieux, prorogé par l'exercice de ces recours administratifs, ne recommence à courir à l'égard de la décision initiale que lorsqu'ils ont été l'un et l'autre rejetés. »
Cette décision du Conseil d'État pourrait signifier un retour sur une ancienne jurisprudence qui ne permettait d'interrompre le délai de recours contentieux qu'une fois en cas de recours gracieux suivi d'un recours hiérarchique.
Le requérant était dans l'obligation de saisir le juge concomitamment à son second recours hiérarchique pour ne pas risquer, en cas de rejet de ce dernier, d'être jugé forclos dans son recours devant le juge.
Désormais le délai de recours contentieux de deux mois ne repartirait à zéro qu'à compter du rejet du dernier recours administratif présenté.
Il faut toutefois remarquer que, dans le cas de l'espèce, les deux recours gracieux et administratif ont été présentés dans le délai de recours relatif à la décision initiale, et qu'alors le rejet d'un seul de ces recours n'a pas fait courir le délai de recours contentieux. La décision ne parle pas d'un recours hiérarchique qui aurait été présenté dans le délai de recours contre le rejet du recours gracieux et hors du délai de recours contre la décision initiale.
Un recours administratif hiérarchique faisant suite à un recours gracieux ne peut proroger une seconde fois le délai pour le recours contentieux. Ce délai ne peut être prorogé qu’une fois. Le second recours hiérarchique doit donc être déposé dans les mêmes délais que le recours contentieux.

### Réponse de l'administration
L'administration dispose en principe d'un délai de 2 mois, à compter de la réception du recours administratif, pour y répondre. 
Malgré l'entrée en vigueur de la loi n° 2013-1005 du 12 novembre 2013 modifiant l'article 21 de la loi n° 2000-321 relative aux droits des citoyens dans leurs relations avec les administrations, le silence gardé par l'administration pendant deux mois (cf. article R. 421-2 du code de justice administrative) à un recours administratif (qu'il soit gracieux ou hiérarchique) vaut toujours rejet de la demande. 
Il s'agit d'une des exceptions générales à l'application du nouveau principe « silence vaut acceptation » prévu par l'article 21, alinéa 2, 2° de loi susmentionnée. 
En cas de rejet implicite ou explicite, il est possible de faire un recours contentieux devant le juge administratif dans un délai de 2 mois.